# Zomaro
Zòmaro (dal greco Οζώμενος, Ozómenos - acquitrinoso) è una località montana, posta a 942 metri s.l.m. e a 7 chilometri da Cittanova, in Calabria, sull'Altopiano della Melia, all'interno del Parco nazionale dell'Aspromonte.

## Descrizione
L'altopiano, il cui punto più alto raggiunge i 942 m s.l.m., è il prodotto di sollevamenti differenziati dovuti all'azione di faglie dirette, che in un tempo geologicamente breve hanno sollevato il massiccio di cui fa parte.
La vegetazione è composta da faggi, lecci, abeti, ginestre ed altre piante mediterranee; il sottobosco è ricco di muschi e funghi. Una delle piante che ne caratterizza il paesaggio, è la Woodwardia radicans, antica e rarissima felce gigante sopravvissuta al Cenozoico, attualmente inserita tra le specie vulnerabili.
Tra gli animali presenti, particolarmente numerosi sono i cinghiali oltre a scoiattoli, tassi e volpi. L'avifauna è ricca di gufi e nibbi.
Luogo ricco di acque sorgive, tra le acque oligominerali qui presenti, meritano una menzione l’Acqua Bianca e l’Acqua Morreale.